# Materialità
Il principio di materialità sancisce l'assenza del reato in mancanza di una volontà criminosa che si materializzi in un comportamento esterno.
Vi è una massima latina che lo esprime: è "cogitationis poenam nemo patitur" (trad. "nessuno può subire una pena per i suoi pensieri"), il cui senso è che può considerarsi reato solo un comportamento umano che si estrinseca nel mondo esteriore, quindi che si possa percepire con i sensi. 

## Nel diritto penale italiano
Esso ha la sua fonte nella Costituzione Italiana e precisamente all'art. 25, il quale articolo - nell'ambito del requisito di tipicità e tassatività del reato - parla di punibilità per un "... fatto commesso". 
La conseguenza è che non si possono considerare reati: 
- gli atteggiamenti volontari semplicemente interni;
- quelle intenzioni meramente dichiarative (ad es. un proposito omicida che non si tradurrà mai in atti idonei ad uccidere);
- i modi di essere della persona (tratti caratteriali).

Non si può, quindi, essere puniti per aver pensato o elaborato mentalmente un reato ma, invece, è necessaria l'estrinsecazione di tale "pensieri" o "elaborazione" in un reale comportamento fattuale, quanto meno sotto forma di delitto tentato.